# تاكويا موراياما
تاكويا موراياما (8 أغسطس 1989 بأوساكا في اليابان - ) (بالكانا:ムラヤマ　タクヤ) هو لاعب كرة قدم ياباني في مركز الوسط. لعب مع بوغون شتشين ونادي راتشابوري ميتر فول وGwardia Koszalin ‏.

## وصلات خارجية
- تاكويا موراياما على موقع قاعدة بيانات كرة القدم.إي يو (الإنجليزية)
- تاكويا موراياما على موقع Soccerway.com (الإنجليزية)